# Joachimstein
Le château de Joachimstein (en polonais : Pałac w Radomierzycach) est un château et un monument historique qui se situe au village de Radomierzyce au sud de Zgorzelec, dans la région historique de Haute-Lusace, en Pologne. Construit de 1722 à 1728 en style baroque, il fut un couvent des demoiselles nobles jusqu'à la fin de la Seconde Guerre mondiale. Devenu polonais à la suite de la démarcation de la ligne Oder-Neisse en 1945, le palais a été restauré en 2003 pour être transformé en hôtel.

## Historique
Au XVIIe siècle, la noble famille de Ziegler und Klipphausen, originaire de Misnie, acquiert les domaines de Radmeritz sur le débouché de la Wittig dans la Neisse en Haute Lusace. Ce domaine seigneural, du nom du village appelé aujourd'hui Radomierzyce en polonais, comprenait des vastes terres, des bâtiments d'exploitation agricole et également le manoir de Tauchritz. L'écrivain Heinrich Anselm von Ziegler und Kliphausen y est né en 1663.

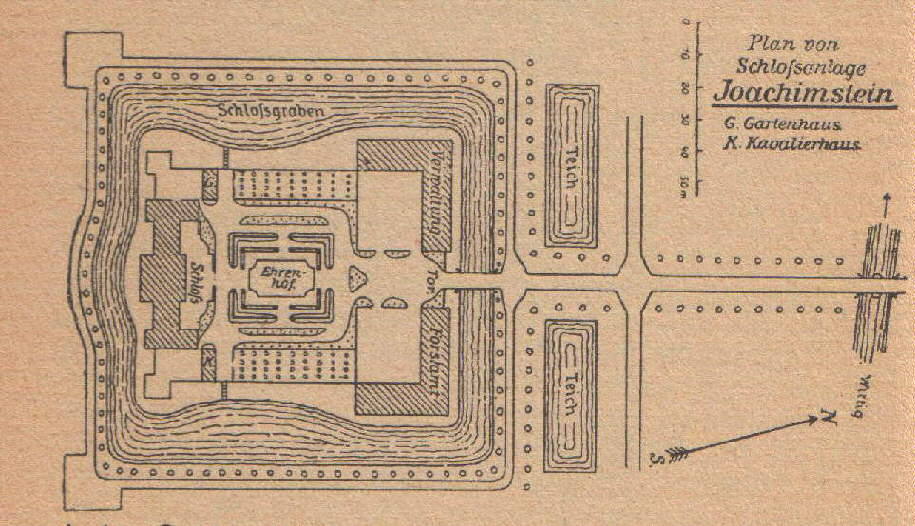
Plan du château (1923).

C'est en 1722 que le frère aîné de Heinrich Anselm, Joachim Sigismund von Ziegler und Klipphausen (1660–1734), chambellan saxon d'Auguste le Fort, y a commencé la construction d'un nouveau palais. L'ancien Wasserburg (château fort entouré d'eau) est démoli pour laisser la place à un château à trois ailes de style baroque et un jardin à la française. Construit d'après les plans de Johann Friedrich Karcher et de Matthäus Daniel Pöppelmann, le complexe est solennellement inauguré le 14 novembre 1728.
Ziegler, non marié et sans enfants, s'engage à ce que l'électorat de Saxe y entretienne une communauté luthérienne-évangélique de douze demoiselles de la noblesse pauvre (Frauenstift), sous la férule d'une sorte d' « abbesse » ou patronne protestante. Elle avait pour but d'entretenir ses membres conformément à leur rang et de fournir l'instruction et la formation appropriées des jeunes demoiselles.

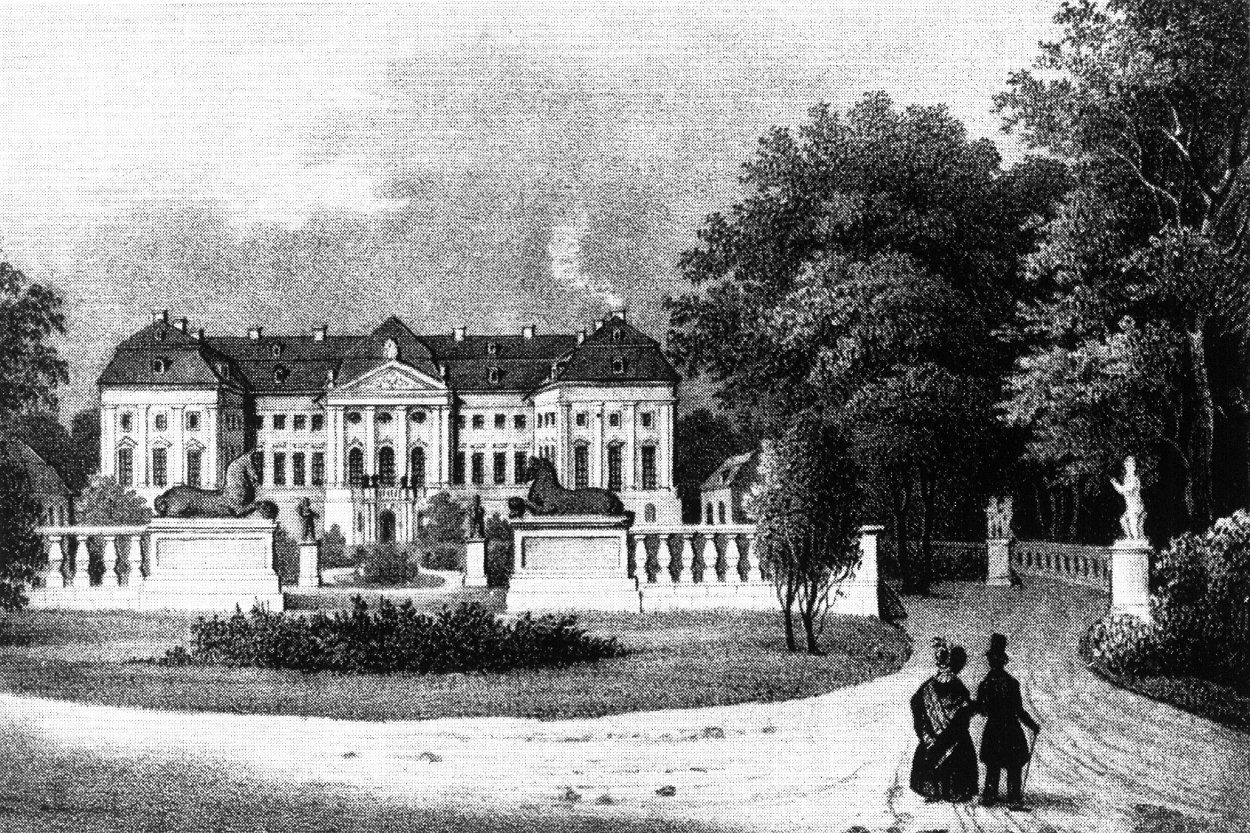
Vue du château vers 1840.

Pendant la seconde guerre de Silésie, le 26 novembre 1745, le roi prussien Frédéric II et son général Hans Joachim von Zieten y établirent leurs quartiers. De même, pendant les guerres napoléoniennes en 1813, les volontaires du corps libre de Lützow, dont le maréchal Gebhard Leberecht von Blücher et le prince Guillaume de Prusse y demeurent. Le poète Theodor Körner (1791-1813) y compose son Appel aux Saxons.
Lorsque la Haute-Lusace est divisée en 1815, par la décision du congrès de Vienne, la rivière Wittig marque la frontière entre le royaume de Saxe (ancienne alliée de Napoléon) et la Prusse. Ainsi, alors que le château demeure en Saxe, le village de Radmeritz et la plupart de ses terres et domaines se trouvent désormais en Prusse. Frédéric-Auguste Ier de Saxe pouvait assurer la pérennité de la fondation luthérienne qui est gérée conjointement par les deux royaumes, malgré des difficultés réglementaires qui mirent plusieurs années à être résolues. Une partie du château sert aussi d'école pendant la Seconde Guerre mondiale et d'abri aux enfants évacués de Hambourg.
À l'issue de la guerre et la démarcation de la ligne Oder-Neisse en 1945, les demoiselles de la communauté sont expulsées et le château connaît une lente dégradation. Il est racheté en 2003 par un investisseur polonais pour être transformé en hôtel. Les travaux se poursuivent.

## Source
- (de) Cet article est partiellement ou en totalité issu de l’article de Wikipédia en allemand intitulé « Stift Joachimstein » (voir la liste des auteurs).